# Erythrodesmus bovei
Erythrodesmus bovei är en mångfotingart som först beskrevs av Filippo Silvestri 1895.  Erythrodesmus bovei ingår i släktet Erythrodesmus och familjen Chelodesmidae. Inga underarter finns listade i Catalogue of Life.